# Gerald Gibbs
Gerald Ernest Gibbs (* 7. November 1907 in Richmond, Grafschaft Surrey, Vereinigtes Königreich; † 23. Januar 1990 in London-Westminster) war ein britischer Kameramann. 

## Leben
Gerald Gibbs war ab 1928 Kameraassistent, seine ersten Filme, in denen er als Chefkameramann Verantwortung hatte, sind unbedeutend. Auch nach dem großen Erfolg des Films Freut euch des Lebens, für den er eine Nominierung für den British Film Academy Award für die beste Kamera erhielt, fand Gibbs nur selten bei nennenswerten Produktionen Engagements. Der Fernseh-Dreiteiler „Die Gentlemen bitten zur Kasse“ blieb seine in Deutschland bekannteste filmische Arbeit.

## Filmografie (Auswahl)
- 1949: Alice im Wunderland (Alice au pays des merveilles)
- 1949: Freut euch des Lebens (Whisky Galore!)
- 1950: Die unbekannte Zeugin (Your Witness)
- 1954: Höhe 24 antwortet nicht (Hill 24 doesn’t answer)
- 1956: XX unbekannt (X The Unknown)
- 1957: Feinde aus dem Nichts (Quatermass 2)
- 1962: Im Namen des Teufels (The Devil's Agent)
- 1963: Endstation 13 Sahara (Station Six-Sahara)
- 1965: Die Lederjungen (The Leather Boys)
- 1966: Die Gentlemen bitten zur Kasse